# Demon Pond
Demon Pond (jap. 夜叉ヶ池, Yasha-ga-ike, dt. „Teich der Yaksha“) ist eine japanische Theaterverfilmung des Regisseurs Takashi Miike mit namhaften Filmschauspielern in den Hauptrollen. Das Werk basiert auf dem gleichnamigen Kabuki-Drama des Autors Kyōka Izumi, welches bereits 1979 durch Masahiro Shinoda eine Filmadaption erfuhr.
Die Inszenierung erzählt in einem reduzierten Bühnenbild eine mystische und tragische Geschichte von Akira und seiner Gattin Yuri, die in der Nähe eines Sees täglich die Glocke eines verfallenen Tempels zu läuten haben, um eine alte Vereinbarung zu erfüllen. Der in der Geschichte erwähnte See existiert auch in der Realität. Er befindet sich im Grenzgebiet zwischen der Präfektur Gifu und der Präfektur Fukui.
Die Erstveröffentlichung der Direct-to-Video-Produktion erfolgte am 25. Mai 2005 in Japan. In Deutschland kam die vor ausverkauftem Haus verfilmte Theateraufführung am 29. September 2006 durch den Kölner Filmverleiher Rapid Eye Movies (rem) in Originalsprache mit deutschen Untertiteln in den Handel.

## Handlung
Hokuriku, Chūbu zu Anbeginn des 20. Jahrhunderts: Die Bewohner des kleinen Bergdorfes Shikami unweit des Teufelssees leiden unter Trockenheit und Wassermangel. Trotz anhaltender Dürre meidet die abergläubische Dorfbevölkerung den See als auch ein kleines Fließgewässer, da man dort den Aufenthaltsort eines Furcht einflößenden Drachen vermutet.
In der Nähe der Siedlung wohnt das junge Paar Akira und Yuri abgeschieden an einem kleinen Bach. Das Leben von Akira, dem Wächter des hiesigen Glockenturms, und seiner Gefährtin verläuft dabei isoliert von der übrigen Dorfgemeinschaft. Der junge Mann, ein gestrandeter Gelehrter aus Tokio, hat die verantwortungsvolle Aufgabe dreimal am Tag zu bestimmten Zeiten die Tempelglocke zu läuten. Er ist der Nachfolger von Yuris Vater und verharrt lediglich aus Liebe, um – einer Legende nach – einen Pakt mit der nach Freiheit strebenden Prinzessin Shirayuki aufrechtzuerhalten, die in dem Bergsee gefangen ist. Shirayuki sehnt sich in die Arme ihres Geliebten, dem Herrn eines anderen Bergsees. Allerdings ist sie durch einen Schwur ihrer Ahnen an den Teufelssee gebunden, solange die Glocke pünktlich ertönt. Als Teil der Abmachung muss die eigensinnige Prinzessin widerwillig dem Dorf und der näheren Umgebung Schutz vor Flutkatastrophen gewähren. Shirayuki hofft sich möglichst bald vom irrsinnigen Abkommen loslösen zu können.
Eines Abends kommt der junge Gakuen an dem bescheidenen Haus des Glöckner-Paares vorbei. Der Wanderer ist überrascht seinen Jugendfreund hier anzutreffen. Nach einer kurzen Unterredung bittet Gakuen seinen Gastgeber ihn zum Teufelssee zu begleiten. Die ängstliche Yuri fürchtet derweil den Verlust ihres Gatten; dennoch machen sich die Männer zur nächtlichen Stunde auf den Teufelssee zu erreichen.
Inzwischen spitzt sich die Lage für die allein gelassene Yuri zu. Die von der Dürre geplagten Dorfbewohner – der Glaube an die Legende schwindet über die Jahre – fürchten gemeinschaftlich um ihre Existenz. In einem sonderbaren Ritual soll Regen herbeigeführt werden. Hierzu wird die Dorfschönheit Yuri als Opfer auserkoren. Die wehrlose Frau wird überwältigt und auf den Rücken eines schwarzen Stiers gebunden, um eine Gottheit gnädig zu stimmen. Der plötzlich wiederkehrende Akira vereitelt jedoch die Regen-Zeremonie. Es kommt zu einem Disput mit aufgebrachten Dörflern. Akira wird schließlich freies Geleit garantiert für den Fall, dass er sich von Yuri trennt und sie der Obhut der Gemeinschaft überlässt. Doch der treue Ehemann weigert sich seine große Liebe aufzugeben. Handgreiflichkeiten folgen. Yuri erkennt die ausweglose Situation und erwählt den Freitod. Der trauernde Akira, seiner Liebsten nunmehr beraubt, verweigert daraufhin das Läuten der Glocke, verliert jeglichen Lebenswillen und begeht ebenfalls Suizid.
Am Ende des Films reißt eine herabschießende Flutwelle alles mit sich in die Tiefe. Für die Bewohner kommt jede Hilfe zu spät. Prinzessin Shirayuki ist nun nicht mehr länger an den Pakt gebunden und somit frei.

## Kritiken
- „Miikes klassische Inszenierung ist bestens besetzt und trotz des vielleicht etwas schwierigen Zugangs zur japanischen Kultur und Geschichte packend und bewegend.“ (CNET.de[7])

- „Welches Genre oder Medium Miike auch beackert, immer kommt etwas heraus, was man zuvor noch nicht gesehen hat.“ (10kbullets.com[8])

- „Angereichert […] vor allem im ersten Teil, mit sehr viel Humor […] über den sicher nicht jeder lachen kann.“ (Filmstarts.de[3])

- „Miike haut die Dinger ganz schön raus, nicht […] das hier hat er meines Wissens so irgendwie über’s Wochenende gedreht.“ (Dread Central[9])

- „ein wahrhaft außergewöhnliches Erlebnis.“ (hkflix.com[10])